# Viscount Lanesborough
Viscount Lanesborough war ein erblicher britischer Adelstitel, der zweimal in der Peerage of Ireland verliehen wurde.

## Verleihungen
Erstmals wurde der Titel am 31. Juli 1676 für Sir George Lane, 2. Baronet, geschaffen. Er hatte bereits 1668 von seinem Vater Sir Richard Lane, 1. Baronet, den fortan nachgeordneten Titel Baronet, of Tulske in the County of Roscommon, geerbt, der diesem am 9. Februar 1661 Baronetage of Ireland verliehen worden war. Beide Titel erloschen beim Tod seines Sohnes, des 2. Viscounts, am 2. August 1724.
In zweiter Verleihung wurde der Titel am 12. August 1728 für Brinsley Butler, 2. Baron Newtown-Butler, neu geschaffen. Bereits 1723 hatte er von seinem Vater Theophilus Butler, 1. Baron Newtown-Butler, den fortan nachgeordneten Titel Baron Newtown-Butler geerbt, der diesem am 21. Oktober 1715 in der Peerage of Ireland verliehen worden war. Sein Sohn, der 2. Viscount, wurde am 20. Juli 1756 zudem zum Earl of Lanesborough erhoben. Alle drei Titel erloschen beim Tod von dessen Urururenkel, dem 9. Earls, der keine männlichen Nachkommen hinterließ, am 21. Dezember 1998.

## Liste der Viscounts Lanesborough

### Viscounts Lanesborough, erste Verleihung (1676)
- George Lane, 1. Viscount Lanesborough (um 1620–1683)
- James Lane, 2. Viscount Lanesborough (1650–1724)

### Viscounts Lanesborough, zweite Verleihung (1728)
- Brinsley Butler, 1. Viscount Lanesborough (1670–1735)
- Humphrey Butler, 1. Earl of Lanesborough, 2. Viscount Lanesborough (um 1700–1768)
- Brinsley Butler, 2. Earl of Lanesborough, 3. Viscount Lanesborough (1728–1779)
- Robert Butler, 3. Earl of Lanesborough, 4. Viscount Lanesborough (1759–1806)
- Brinsley Butler, 4. Earl of Lanesborough, 5. Viscount Lanesborough (1783–1847)
- George Butler-Danvers, 5. Earl of Lanesborough, 6. Viscount Lanesborough (1794–1866)
- John Butler, 6. Earl of Lanesborough, 7. Viscount Lanesborough (1839–1905)
- Charles Butler, 7. Earl of Lanesborough, 8. Viscount Lanesborough (1865–1929)
- Henry Butler, 8. Earl of Lanesborough, 9. Viscount Lanesborough (1868–1950)
- Denis Butler, 9. Earl of Lanesborough, 10. Viscount Lanesborough (1918–1998)